# Никс, Дженнифер
Дженнифер Мэри Никс (англ. Jennifer Mary Nicks; 13 апреля 1932, Брайтон, Великобритания — 21 августа 1980, Дельта, Британская Колумбия, Канада) —  фигуристка, выступавшая в парном разряде. В паре с  братом  Джоном Никсом она — чемпионка мира 1953,  чемпионка Европы 1953  и  шестикратная  чемпионка Великобритании 1948 — 1953. Участник зимних Олимпийских игр в 1948 году.

## Результаты выступлений
| Соревнования              | 1947 | 1948 | 1949 | 1950 | 1951 | 1952 | 1953 |
| ------------------------- | ---- | ---- | ---- | ---- | ---- | ---- | ---- |
| Олимпийские игры          |      | 8    |      |      |      | 4    |      |
| Чемпионаты мира           |      | 8    | 6    | 2    | 3    | 3    | 1    |
| Чемпионаты Европы         | 6    | 5    | 6    | 3    | 3    | 2    | 1    |
| Чемпионаты Великобритании |      | 1    | 1    | 1    | 1    | 1    | 1    |